# フィンチ (バンド)
フィンチ（Finch）はアメリカ合衆国カリフォルニア州テメキュラ出身のポスト・ハードコア・バンドである。

## 来歴
フィンチは1990年代後期にデフトーンズのカバーバンドとして結成され、当初は"ナム（Numb）"と名乗っていた。その後、彼らはEVITCA FRESHというバンドに所属していたランディ・ストロウメイヤをギタリストとしてメンバーに加えてドライヴスルー・レコードと契約する。バンドはそれを機に名称をフィンチに変更し、2001年には最初のEPであるフォーリング・イントゥ・プレイスをリリースする。結果としてそのEPは数か月の間に6000枚を売り上げた。

### ホワット・イット・イズ・トゥ・バーン
2001年8月、フィンチはマーク・トロンビーノ（ブリンク 182, ジミー・イート・ワールド）をプロデューサーに迎えてアルバムホワット・イット・イズ・トゥ・バーンのレコーディングの為、カリフォルニアにあるビッグ・フィッシュ・スタジオに入る。そして2002年3月12日にアルバムはリリースされた。タイトルトラックは後にシングルとしてリリースされ、フィンチとして最大級の成功を収める。アルバムとしてもメインストリームにポスト・ハードコアというジャンルを新たに根付かせるまでに至った。
フィンチは2003年に映画『アンダーワールド』のサウンドトラックに"ワームズ・オブ・ジ・アース"を提供する。この曲はATTICUS: ...dragging the lake, Vol. 2というアティカス・クルージングが主催するコンピレーションアルバムに"Worms of the Universe"というタイトルでも収録されている。
ここまでの期間は彼らのキャリアの中でも絶頂と言っても差し支えのない程で、バンドはそのまま次のアルバムに向けて曲を書き始める。デレク・ドハティとランディ・ストロウメイヤはこの2ndアルバムであるセイ・ハロー・トゥ・サンシャインのレコーディング中にプログレッシブ・ロック・バンドであるザ・サウンド・オブ・アニマルズ・ファイティングの活動を開始した。
2004年7月31日にフィンチのメンバーはLatrobeで開催されたThe Rolling Rock Town Fairでディスターブドというバンドといざこざを起こす。騒動はフィンチのメンバーがディスターブドのシンガーであるデイヴィッド・ドレイマンと彼のバンドについて発したコメントが原因だと考えられる。
ディスターブドとフィンチのメンバーがThe Rolling Rock Town Fairのステージで乱闘騒ぎを起こす。フィンチが出演の準備をしている時に起こったこの騒ぎは、伝えられているところによると2002年の終りにフィンチが受けたミーンストリート・マガジンのインタビュー時に発生した両バンド間の確執が高まった結果だと思われる。そのインタビューにおいてフィンチのギタリストであるランディ・ストロウメイヤはディスターブドのシンガーであるデイヴィッド・ドレイマンについてこう発言している。「あいつの頭を撃ち抜いてやりたいね。ついでにあの趣味の悪いピアスも引きちぎってやりてぇ。あいつらの音楽はチーズみたいにスカスカでさ。あまりにもヒドいもんだからどっかに投げ捨てやりたくなったよ。とにかくあいつらはクソさ。願わくばああいう音楽はすぐにでも滅んで欲しいもんだ。そしたらまだ日の目をみていないもっと良いバンドが出て来られるだろ」

### セイ・ハロー・トゥ・サンシャイン
フィンチが2ndアルバムのセイ・ハロー・トゥ・サンシャインをレコーディングするため一時的に世間の目から遠ざかっている間、メンバーは変化の必要性に迫られていた。バンド自体もリリース前にドライヴスルー・レコード、MCAレコード、ゲフィン・レコードと3つのレーベルを渡り歩いた事で大きな変化の渦にさらされ、ついには創立メンバーであるアレックス・パパスが音楽性の違いからバンドを去った。後に彼はRedgun Radarというバンドを結成し、フィンチ内の後任はマーク・アレンが務めた。バンドはレコーディングに多くの時間を費やし、多くの曲が次々と生み出されては捨てられてゆく作業が続く。そして2005年6月7日、フィンチはついにセイ・ハロー・トゥ・サンシャインをリリースする。このアルバムからの最初のシングルは"バイトマークス・アンド・ブラッドスタインズ"であり、この曲はアルバムのために書かれた最初の曲でもあった。インタビューでネイト・バーカロウはこう語る。「バイトマークスは今までの俺達と新しい俺達を上手くつないで表現したような曲なんだ。」しかしこのアルバムは彼らをサポートし続けてきてくれたファン達を喜ばせることができなかった。

### 活動休止後の動向
2006年2月19日、フィンチは公式にバンドが"活動休止状態"であること、現在メンバーはそれぞれに新たな計画を進めていることを発表。彼らの公式ウェブサイト(www.finchmusic.com.)にてアップされた文章は以下の通り。
「俺達5人はとても多くの協議を重ねて、フィンチとしての活動を休止することに決めたんだ。それぞれの優先順位がバラバラになってしまったりだとか、そこには多くの、本当に多くの理由があって今回の決定に至った。これまでの5年間においての皆への感謝はとてもじゃないけど表せないくらいに大きい。大好きな音楽をしながら生きていけることを、俺達5人は常に幸せに感じていた。もう一度言おう。今まで大きな愛をもって支えてくれて本当にありがとう。そしていつも俺達のそばでバンドを支えてくれたスタッフ全員にも、とても感謝してる。リストは長くなりすぎるから載せられないけれど、皆わかってくれてるよな」
- マーク・アレンは現在、彼の兄弟であるアダムとヘレン・アース・バンド（Helen Earth Band）というバンドで活動し、貴重なライヴ映像や舞台裏を収録したDVDをリリースする等している。
- ランディ・ストロウメイヤはフィンチのプロデューサーであったニック・メンドーザと共にGazillionaireというプロジェクトを進行させており、また、Sargent House MGMTを通してデイズ・アウェイやジーズ・アームズ・アー・スネークス,マップス・アンド・アトラスズ,ナースズやアールエックス・バンディッツといったインディーバンドのマネージメントも行っており、さらにはRefusedTVのウェブサイトの管理等も行っている。
- ネイト・バーカロウはコスモナウトというバンドで活動を続けている。このバンドはベータ・ファクターとシュート・アウト・ザ・ライツのメンバーを含んでいる。
- アレックス・リナーレズは自分の道を突き進んでいる。
- デレク・ドハティは不動産営を営んでいる。
- アレックス・パパスは2007年にRedgun Radarが解散するまでドラムを叩いていた。現在はザ・ラヴィング・ラストというバンドでドラムを続けている。

8月27日、彼らはライヴ映像やミュージックビデオを収録したフィンチのDVDを製作する意思があると発表。彼らの映像を持っていないか、ファンに対して呼びかけている。
10月25日、ギタリストのランディ・ストロウメイヤはフィンチのマイスペースにて以下のブログ記事を投稿した。

「フィンチが戻ってくる！嘘じゃない！こんなにも興奮することは今までなかったよ！俺達は感謝祭の次の日,11月23日にライヴをする。詳細は後日伝えるから待っていてくれ。みんな愛してるぜ！俺は幸せだよ。読んでくれてありがとう。頼むから来てくれよな。」

## 新たな動き
オルタナティヴ・プレスの記事は次のように報じている。
バンドはカリフォルニア州のポモナにあるグラスハウスで11月23日に復帰後初のライヴを行うことになっている。メンバー編成はネイト・バーカロウ（ヴォーカル）、ランディ・ストロウメイヤ（ギター）、アレックス・リナーレズ（ギター）というオリジナルメンバーに加え、コスモナウト（ネイト・バーカロウのフィンチ解散後のバンド）に所属するドリュー・マルコグリーゼとダニエル・ウォナコットをそれぞれドラムとベースに迎えて構成される。これはバンドが予定している唯一のライヴである。
3人のオリジナルメンバーはマーク・アレンの多忙さを考慮して彼をバンドに戻すつもりはないという旨のコメントを出している。もう一人のオリジナルメンバーであるデレク・ドハティについてのコメントは発表されていない（後に活動休止の理由の一つがデレク・ドハティとの確執であった事を明かした）。
公式発表ではないが、アレックス・リナーレズは個人的な場でファンに「俺達はより多くの夜のためのフィンチであることを約束する」と発言している。

## 再結成
2023 年版の When We Were Young フェスティバルに向けて再結成することが発表されました。

## メンバー
- ネイト・バーカロウ (Nate Barcalow - ボーカル)
- ランディ・ストロウメイヤ (Randy "R2K" Strohmeyer - リードギター、コーラス)
- アレックス・リナーレズ (Alex "Grizz" Linares - リズムギター)
- アレックス・パパス (Alex Pappas - ドラム、パーカッション)
- ケニー・フィン (Kenny Finn - ベース)

### 旧メンバー
- アンドリュー・マルコグリーゼ (Andrew Marcogliese - ドラム、パーカッション)
- デレク・ドハティ (Derek Doherty - ベース、コーラス)
- マーク・アレン (Marc Allen - ドラム)
- ダニエル・ウォナコット (Daniel Wonacott - ベース、コーラス)

## ディスコグラフィー

### アルバム
| 年   | タイトル                                        | 各国のチャート順位 | 各国のチャート順位 | 各国のチャート順位 | 各国のチャート順位 | 各国のチャート順位         | 各国のチャート順位 | 各国のチャート順位 | 各国のチャート順位 |
| 年   | タイトル                                        | US(ビルボード)     | US(ビルボード)     | US(ビルボード)     | US(ビルボード)     | US(ビルボード)             | US(ビルボード)     | UK                 | JPN                |
| 年   | タイトル                                        | US                 | US Heat            | US Internet        | US Hard Rock       | US Modern Rock/Alternative | US Rock            | UK                 | JPN                |
| ---- | ----------------------------------------------- | ------------------ | ------------------ | ------------------ | ------------------ | -------------------------- | ------------------ | ------------------ | ------------------ |
| 2002 | ホワット・イット・イズ・トゥ・バーン            | 99                 | 1                  | 4                  | -                  | -                          | -                  | -                  | -                  |
| 2005 | セイ・ハロー・トゥ・サンシャイン                | 24                 | -                  | -                  | -                  | -                          | -                  | 48                 | -                  |
| 2014 | バック・トゥ・オブリビオン～ 忘却の彼方へ、再び | 103                | -                  | -                  | 6                  | 11                         | 28                 | -                  | 136                |

### ライブアルバム
- ア・ファー・クライ・ホーム・トーキョー 2009 ライブ・イン・ジャパン （2009年）
- What It Is To Burn X Live (2014年)

### EP
- フォーリング・イントゥ・プレイス （2001年）
- フィンチ （2008年）
- エピローグ(EP) （2010年）

### シングル
| Year | Title                                        | Chart positions | Chart positions    | Chart positions | Album                                              |
| Year | Title                                        | US Modern Rock  | US Mainstream Rock | UK              | Album                                              |
| ---- | -------------------------------------------- | --------------- | ------------------ | --------------- | -------------------------------------------------- |
| 2002 | "レターズ・トゥ・ユー"                       | -               | -                  | #39             | ホワット・イット・イズ・トゥ・バーン               |
| 2003 | "ホワット・イット・イズ・トゥ・バーン"       | #15             | #35                | -               | ホワット・イット・イズ・トゥ・バーン               |
| 2003 | "ニュー・ビギニングス"                       | -               | -                  | -               | ホワット・イット・イズ・トゥ・バーン               |
| 2004 | "ワームズ・オブ・ジ・アース"                 | -               | -                  | -               | アンダーワールド[Soundtrack]                       |
| 2005 | "バイトマークス・アンド・ブラッドスタインズ" | #18             | #13                | #82             | セイ・ハロー・トゥ・サンシャイン                   |
| 2010 | "ベリー・ホワイト"                           | -               | -                  | -               | アルバム未収録                                     |
| 2014 | "トゥー・ガンズ・トゥ・ザ・テンプル"         | -               | -                  | -               | バック・トゥ・オブリヴィオン ～ 忘却の彼方へ、再び |
| 2014 | "エニウェア・バット・ヒア "                  | -               | -                  | -               | バック・トゥ・オブリヴィオン ～ 忘却の彼方へ、再び |

## 来日公演
2002年
JAPAN TOUR 2002
- 09月02日,03日 - 原宿アストロホール，04日 - 心斎橋CLUB QUATTRO

2004年
SONICMANIA 04:
- 01月31日 - インテックス大阪，02月01日 - 幕張メッセ ※出演キャンセル

2005年
SUMMER SONIC 05
- 08月13日 - インテックス大阪，08月14日 - 幕張メッセ ※出演キャンセル(直後に行われる全米ツアーのため)

2009年
JAPAN TOUR 2009
- 03月05日 - 渋谷CLUB QUATTRO，06日 - 大阪 Shangri-La

FINCH x FUNERAL FOR A FRIEND JAPAN TOUR 2009
- 11月29日 - 福岡DRUM Be-1，30日- 名古屋CLUB QUATTRO，12月01日 - 心斎橋CLUB QUATTRO，04日 - 赤坂BLITZ ※FUNERAL FOR A FRIENDとのカップリングツアーである。

2014年
What it is to Burn - X "Japan Tour 2014"
- 02月13日 - 梅田CLUB QUATTRO，14日 - 名古屋CLUB QUATTRO，17日 - 恵比寿LIQUIDROOM Guest: UPLIFT SPICE,The BONEZ(東京公演のみ)

FINCH Special Live 2014
- 08月05日 渋谷CLUB QUATTRO

## トリビア
- ギタリストのアレックス・リナーレズはベジタリアンで、PETAのインタビューを受けたことがある。
- ホワット・イット・イズ・トゥ・バーンのミキサーとプロデューサーを担当したマーク・トロンビーノはセイ・ハロー・トゥ・サンシャインの製作中に想像的な違いのためにその任を離れ、その後任はバンドの友人であったエンジニアのジェイソン・カップが就いた。
- ジェフ・ソトという人物がセイ・ハロー・トゥ・サンシャインのジャケットを描いた。
- シンガーのネイトはエンダー（Endor）というバンドのシンガーであるマット・バーカロウの弟である。
- フィンチの"インク"はEAのMadden NFL '06 (2005)とBurnout Revenge (2005)に使用されている。
- ランディ・ストロウメイヤはFinchグッズの殆どをデザインしている。
- グラスジョーのDaryl Palumboはホワット・イット・イズ・トゥ・バーンにおいてネイトの声のコーチだった。彼は"グレイ・マター"と"プロジェクト・メイヘム"ではゲストボーカルとして迎えられている。
- "プロジェクト・メイヘム"というタイトルはエドワード・ノートンとブラッド・ピットが出演している映画『ファイト・クラブ』に由来している。
- アレックス・パパスは胸に"Project Mayhem"というタトゥーを入れている。
- シンガーのネイト・バーカロウは左上腕部に円形の中に忍者の顔が描かれたタトゥーを入れている。